# Ölsupa

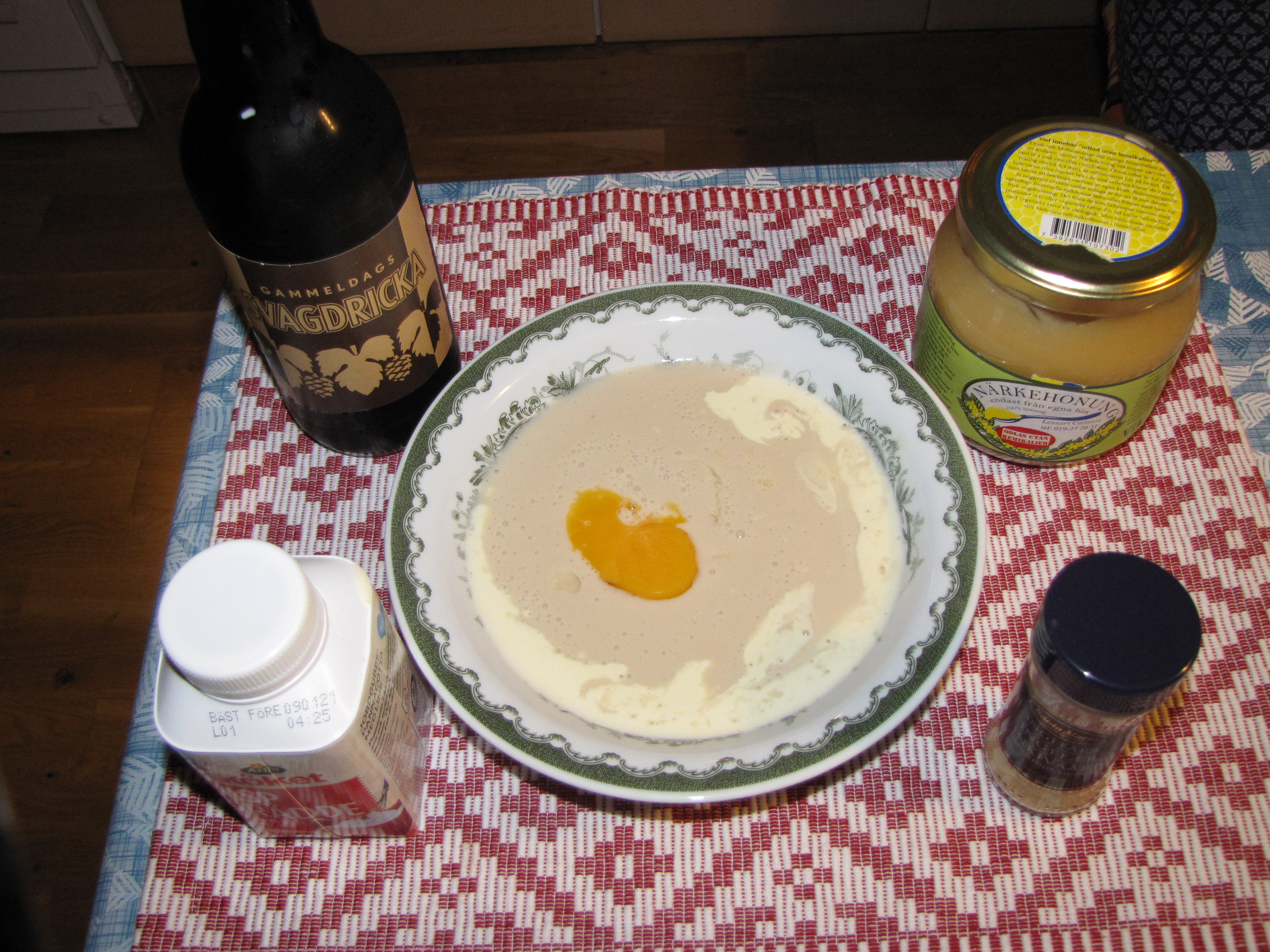
Ölsupa.

Ölsupa är ett slags välling från bondesamhällets tid som man kokade på mjölk, mjöl och öl eller svagdricka, ofta smaksatt med socker, ingefära och salt.
Även äggulor kunde blandas i soppan. Det finns flera dialektala varianter av namnet, till exempel "öspa".
"Drickasupa" eller "dricksoppa" var en folkligare variant där varm svagdricka hälldes över gröt eller brödbitar. En enklare variant av drickasupa kallades "drickablandning", och bestod av lika delar kall mjölk och svagdricka.